# Creys-Mépieu
Creys-Mépieu – miejscowość i gmina we Francji, w regionie Owernia-Rodan-Alpy, w departamencie Isère.
Według danych na rok 1990 gminę zamieszkiwało 959 osób, a gęstość zaludnienia wynosiła 33 osób/km² (wśród 2880 gmin regionu Rodan-Alpy Creys-Mépieu plasuje się na 803. miejscu pod względem liczby ludności, natomiast pod względem powierzchni na miejscu 237.).